# Матюшенский
Матюшенский — хутор в Верхнедонском районе Ростовской области.
Входит в состав Казанского сельского поселения.

## География
На хуторе имеется одна улица: Матюшенская.

## Население
| 1989 | 2002 | 2010 |
| ---- | ---- | ---- |
| 7    | ↘1   | ↘0   |